# چشم عمومی (فیلم)
چشم عمومی (به انگلیسی: The Public Eye) فیلمی محصول سال ۱۹۹۲ و به کارگردانی هاوارد فرانکلین است. در این فیلم بازیگرانی همچون جو پشی، باربارا هرشی، استنلی توچی، جری ادلر، دومینیک کیانزه، ریچارد ریلی، ریچارد شف، جرد هریس، کریستین استولتی و دل کلوز ایفای نقش کرده‌اند.